# الفلاقة

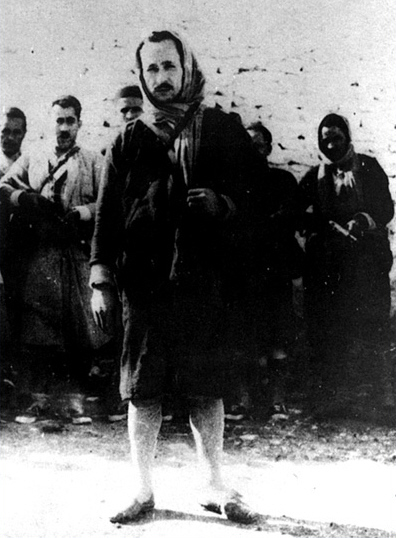
مجموعة من الفلاقة التونسيين

الفَلَّاقَة (جمع فلاق) هي مصطلح من شمال إفريقيا أطلق على كل من يقوم بعملية فتح شيء لاستخرج محتواه أو تقسيم شيء إلى أجزاء أصغر ثم تطور المصطلح ليطلق مجازا على أشخاص من عامة الناس استطاعوا حمل السلاح والقتال تلبيةً لنداء الوطن ولاستقلاله.

## التسمية
يرجّح أصل التسمية إمّا من الفعل العربي فلق أو من الاسم الأمازيغي فلاق.
في العربية الفصحى: الفالق أي الذي يفتح الشيء ليخرج منه محتواه، مثل فالق الحب والنوى في القرآن، رغم أن بعضهم ربطها بالفعل الدارج التونسي استفلق أي هرب إلى الاجمات والغابات.
في العربية الفصحى فلَّق الشَّيءَ معناه بالغ في شقِّه
بالعمامية الجزائرية (البونيقية العربية) فلقه يعني ضربه وصرعه
بلهجة البربر (الأمازيغية)، فلاق أو أفلاق، وتنطق باللكنة القبائلية فلاو أو أفلاو، تعني الصاحب أو الزميل. من الامازيغ الحاملين للإسم الكوميدي فلاق.
دخلت هذه الكلمة اللغة الفرنسية قبل الحرب العالمية الأولى التي استعملتها تشويها على مقاومين تونسيين ضد التغلغل الفرنسي في جنوب تونس ثم على المجاهدين السنوسيين في شرق ليبيا من 1911 إلى 1942 ثم على عصابات من الجنوب التونسي بعد الحرب العالمة الأولى.
ثم انتشر المصطلح ليطلق على المجاهدين التونسيين ما بين (1952-1956) والجزائريين (1954-1962) ضد الاستعمار في بلادهم من أجل الحصول على استقلال وتحرير بلادهم.
تحول المطلح الفرنسي Fellaga ازدراء وتحقيرا إلى fellouze أو fell أو fel (من الجزائرية والتونسية فلّوس = كتكوت أي صغير الدجاج يتم اللهو بركله أو بالرمي عليه) عند الجنود الفرنسيين في الجزائر بعد 1954.

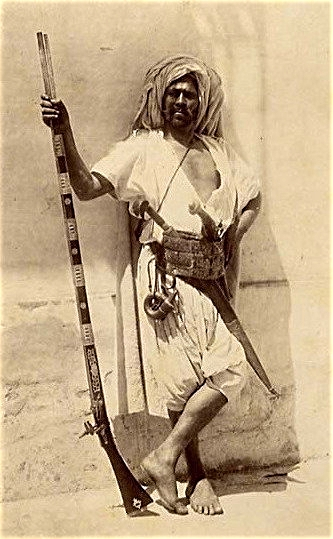
فلاق تونسي في مطلع القرن العشرين

## التاريخ
تتميز حركة الفلاقة بثلاث فترات. تمتد الفترة الأولى من يناير/كانون الثاني 1952 إلى سبتمبر/أيلول 1953 وتتميز بإنشاء وتعزيز وتنظيم «العصابات» فضلاً عن توزعها الجغرافي في السهل و بنقردان وقفصة وقابس والمناطق العسكرية. وتخصصت فلاقة منطقة قفصة، وهي مجموعة قد أحسن تنظيمها وتسليحها، في الهجمات التي تشنها ضد العساكر ووسائل الاتصال. والقائدان الرئيسيان لهذه المجموعة هما ساسي الأسود و الأزهر الشرايطي. بدءاً من شهر مارس/آذار 1954 تتطورت الحركة لتشمل ما يقرب إلى غالبية تونس.
تونس والمسيرة نحو الاستقلال (1945 – 1956)، سلمى المشاة
الأزهر الشرايطي وساسي الأسود:
حاصر الجيش الفرنسي منطقة رأس بون (كاب بون) لفترة امتدت من 20 يناير/كانون الثاني إلى 1 فبراير/ شباط ووضعتها تحت قيادة اللواء جاربي الذي سبق له أن «أثبت مهارته» في مدغشقر سنة 1947، في أعمال السلب والتدمير والإعدامات التعسفية واغتصاب النساء والفتيات... إلى كل ما هنالك من فظائع، دون جدوى.
في ذلك الوقت، تشكلت فرق الفلاقة لتحدق الرعب في المدن وحول المزارع المعزولة للمستعمرات، مما أدّى إلى وقوع مجموعة مريعة من أعمال الإرهاب والقمع العشوائي. ولم يستقر الوضع إلى أن يدلي بيير مندس فرنس خطابه الشهير في 31 يوليو/تموز 1954 في قرطاج، يمنح فيه، في آخر المطاف، السيادة الداخلية لتونس، الموعودة بها منذ سنة 1950 .

## أخرى
فيلم الفلاقة وهو من إخراج عمار الخليفي تحصل على الجائزة الذهبية في المهرجان الدولي للفيلم بموسكو.

'الفَلاّڤَة' إخراج عمار الخليفي تحصل على الجائزة الذهبية في المهرجان الدولي للفيلم بموسكو

.

## مواضيع ذات صلة
- مصباح الجربوع
- الأزهر الشرايطي
- محمد الدغباجي